# Sundsgårdens folkhögskola
Sundsgårdens folkhögskola är en folkhögskola i Skåne, strax söder om Helsingborg. Skolan ägs och drivs av Föreningen Sundsgårdens folkhögskola. Föreningen driver även Sundsgården hotell & konferens i samma lokaler. Sundsgården erbjuder behörighetsgivande kurser för vuxna på både grundskole- och gymnasienivå, profilkurser som t.ex. musik och teater, yrkesutbildningar, sommarkurser, kortkurser samt olika typer av uppdragsutbildningar. Några av kurserna vänder sig till kursdeltagare med NPF-diagnoser som t.ex. asperger, högfungerande autism, ADHD etc. Det finns även en kurs riktad till personer med afasi.

## Historik
Skolan startade som en lantmannaskola 1938 i Villa Sundsgård, som uppförts 1912. Under andra världskriget utnyttjades skolan som militärförläggning och under en period efter kriget användes skolans lokaler som flyktingförläggning. De flyktingar som fick uppehälle var dels polska och franska barn tillsammans med eventuellt överlevande föräldrar från tyska koncentrationsläger och dels danska och norska flyktingar. Skolan byggdes ut med två nya byggnader 1959 och utökades med ytterligare nya byggnader på 1960-talet. Den ursprungliga Villa Sundsgården revs 1968.